# مارشال ريد
مارشال ريد (بالإنجليزية: Marshall Reed)‏ هو ممثل أمريكي، ولد في 28 مايو 1917 بإنجلوود في الولايات المتحدة، وتوفي في 15 أبريل 1980 بلوس أنجلوس في الولايات المتحدة.

## وصلات خارجية
- مارشال ريد على موقع IMDb (الإنجليزية)
- مارشال ريد على موقع ألو سيني (الفرنسية)
- مارشال ريد على موقع أول موفي (الإنجليزية)
- مارشال ريد على موقع قاعدة بيانات الأفلام السويدية (السويدية)
- مارشال ريد على موقع إن إن دي بي (الإنجليزية)
- مارشال ريد على موقع قاعدة بيانات الفيلم (الإنجليزية)
- مارشال ريد على موقع كينوبويسك (الروسية)